# Ebhul maculipennis
Ebhul maculipennis är en insektsart som beskrevs av William D. Funkhouser. Ebhul maculipennis ingår i släktet Ebhul och familjen hornstritar. Inga underarter finns listade i Catalogue of Life.